# Didier Castella
Pour les articles homonymes, voir Castella.
Didier Castella, né le 31 mars 1970 à Riaz (originaire de Haut-Intyamon) est une personnalité politique fribourgeoise, membre du Parti libéral-radical (PLR). Il est conseiller d'État du canton de Fribourg, à la tête de la Direction des institutions, de l'agriculture et des forêts, depuis mai 2018.

## Biographie
Didier Castella naît le 31 mars 1970 à Riaz, dans le district de la Gruyère. Il est originaire d'une autre localité fribourgeoise du même district, Neirivue, dans la commune de Haut-Intyamon. Il a deux frères. Son père, Pascal Castella est inspecteur forestier, tandis que sa mère, née Jacqueline Moret, est secrétaire à l'inspection des forêts.
Après sa scolarité à Bulle puis à Gruyères, il obtient une maturité gymnasiale de type scientifique à Bulle en 1989. Il poursuit ses études à l'Université de Fribourg, où il décroche un diplôme en physique en 1996 puis un doctorat en physique des matériaux en 1999. Il obtient encore par la suite plusieurs certificats en management.
Après avoir travaillé pour Boschung Mecatronic à Granges-Paccot et l'Office fédéral de l'armement, il est responsable de 2012 à 2018 du système de management environnemental au secrétariat général du Département fédéral de la défense,,. Il préside également le sénat de l'Université de Fribourg de 2016 à 2018,.
Victime d'un accident de quad le 23 juillet 2016 au Canada, il se remet de 18 fractures et passe plusieurs mois en chaise roulante,.
Il est divorcé et père trois filles,.
Il habite à Gruyères. Il vivait en 2018 à Pringy, dans le district de la Gruyère.

## Parcours politique
Il participe à partir de 1986 aux Jeunes libéraux-radicaux de la Gruyère. À l'âge de 20 ans, il devient président de la société de jeunesse.
Il est membre du Conseil communal (exécutif) de la commune de Gruyères de 2000 à 2011 et en est le vice-syndic à partir de 2001. Il devient député au Grand Conseil du canton de Fribourg en 2011, puis président du parti libéral-radical fribourgeois de 2012 à 2017,. Pendant son mandat au parlement fribourgeois, où il est réélu pour un second mandat en 2016, il est, selon un portrait du Temps de 2020, « un des plus féroces détracteurs du Conseil d’État ».
En 2018, il se présente à l'élection complémentaire au Conseil d'État fribourgeois visant à remplacer la démissionnaire des Verts Marie Garnier. Arrivé en tête du premier tour le 5 mars, bénéficiant du soutien de l'ensemble de la droite, il est élu à l'issue du second tour le 25 mars 2018 avec 32 448 voix, plus de 7 000 voix devant la socialiste Valérie Piller Carrard, qui n'est pour sa part pas soutenue par les Verts. Il prend la tête de la Direction des institutions, de l'agriculture et des forêts le 22 mai 2018. Il est réélu au second tour, avec le meilleur résultat de l'ensemble des candidats, le 28 novembre 2021 après être arrivé en troisième position à l'issue du premier tour,. Il préside le Conseil d'État en 2023. Il reprend les dossiers de la Verte Sylvie Bonvin-Sansonnens, atteinte d'un problème de santé, à partir de novembre 2023.